# Peakirk
Peakirk is een civil parish, de kleinste bestuurseenheid binnen het Verenigd Koninkrijk, binnen de gemeente Peterborough, Cambridgeshire. De plaats telt 446 inwoners (2011).
De plaats dankt haar naam aan de heilige Pega van Croyland, die hier tijdens haar leven als recluus gewoond heeft. Ter ere van haar werd een kerk gebouwd, Pega’s church (Peakirk). In deze kerk bevinden zich glas-in-loodramen die aan haar memoreren.
Tot voor kort bestond hier een reservaat voor de bescherming en instandhouding van watergevogelte, maar door gebrek aan gelden is de stichting die zich hierover ontfermt (tijdelijk) inactief.